# Gäddträsket (Piteå socken, Norrbotten, 727489-173925)
Gäddträsket är en sjö i Piteå kommun i Norrbotten och ingår i Lillpiteälvens huvudavrinningsområde. Sjön har en area på 0,0722 kvadratkilometer och ligger 163 meter över havet. Sjön avvattnas av vattendraget Norrbodbäcken.

## Delavrinningsområde
Gäddträsket ingår i det delavrinningsområde (727223-174023) som SMHI kallar för Ovan None. Medelhöjden är 156 meter över havet och ytan är 15,06 kvadratkilometer. Det finns inga avrinningsområden uppströms utan avrinningsområdet är högsta punkten. Norrbodbäcken som avvattnar avrinningsområdet har biflödesordning 2, vilket innebär att vattnet flödar genom totalt 2 vattendrag innan det når havet efter 16 kilometer. Avrinningsområdet består mestadels av skog (85 procent). Avrinningsområdet har 0,17 kvadratkilometer vattenytor vilket ger det en sjöprocent på 1,1 procent.